# 橫須賀站
橫須賀站（日语：／ Yokosuka eki */?）是一個位於神奈川縣橫須賀市東逸見町一丁目，屬於東日本旅客鐵道（JR東日本）橫須賀線的鐵路車站。車站編號是JO 03。

## 概要
橫須賀站是為了橫須賀鎮守府等海軍相關設施運輸所設置的車站。第二次世界大戰後也曾是美國海軍橫須賀基地的物資輸送據點。
之後隨著汽車普及化，不僅廢除貨物輸送業務，貨物車站相關設備也已拆除。貨物站大半改建為WellCity橫須賀等公共設施及超高層住宅「天空之街」等，現在道側（山側）與海側仍保留數條側線。現在3號線旁的側線有實會停放東京方向開來的臨時列車與工作用軌道車。
2004年（平成16年）10月16日改點以前，有本站始發（折返）的湘南新宿線（至新宿。使用車輛為215系電車）。
2014年（平成26年）3月15日起，橫濱站、大船站起迄的「成田特快」（使用車輛為E259系電車）部分列車在旺季的周六假日會延駛至橫須賀站，該項措施持續至2017年（平成29年）1月為止。

## 歷史
- 1889年（明治22年）6月16日－官設鐵道大船－本站段開業，兼營客貨運業務。
- 1909年（明治42年）10月12日－日本國鐵重編路線，本站成為橫須賀線車站。
- 1940年（昭和15年）4月－現時的站房（第3代）落成。
- 1944年（昭和19年）4月1日－橫須賀線本站－久里濱延伸開業。
- 1966年（昭和41年）10月1日－開辦汽車輸送業務。
- 1972年（昭和47年）左右－設立綠色窗口。
- 1980年（昭和55年）10月1日－停辦汽車輸送業務。
- 1984年（昭和59年）2月1日－停辦貨運服務。
  - 車站南邊國道側（現在Wellcity橫須賀一帶）設有1面1線貨物月台及汽車載運車的汽車貨物裝卸線。
- 1987年（昭和62年）4月1日－國鐵分割民營化，本站由JR東日本接手管理。
- 1997年（平成9年）－獲選關東車站百選（首回），理由為「一個平坦、不設樓梯、方便使用的車站」。
- 2001年（平成13年）
  - 11月18日－智能卡系統Suica正式投入服務。
  - 12月1日－湘南新宿線開業，本站和久里濱站成為橫須賀線路段的終點站。
- 2004年（平成16年）10月16日－JR訂正列車時刻表，並將湘南新宿線橫須賀線路段的終點站改為大船站和逗子站，全面撤出逗子至久里濱路段。
- 2009年（平成21年）：巴士總站大型整修工程動工。連結各巴士站的連絡地下道關閉。
- 2014年（平成26年）3月15日：橫濱站、大船站起迄的「成田特快」部分列車在旺季的周六假日延駛至橫須賀站（至2016年12月）。本站為始發站。
- 2016年（平成28年）7月1日：業務委託化[2]。

## 車站構造
橫須賀站是逗子站管理的業務委託站（委託JR東日本車站服務），為一2面3線地面車站，設有兩座月台。海側月台為1號線，山側月台兩側為2、3號線。現在1號線已停止使用。站內設有綠色窗口。站房位於月台久里濱側，驗票口僅有一處。廁所在月台，付費區外有超商NewDays。站外有橫須賀海軍咖哩官方角色Sucurry模型。
本站是複線區間的末端，往下行方向為單線。能通往衣笠站、久里濱站的線路有3號線以及沒有月台的4號線，但兩線無法列車交會，實際上是單線配置。2號線為港灣式月台，由於只能往上行方向，因此是由本站起訖列車使用。此月台構造不須有天橋，站內也沒有階梯，成為本站的一大特色。過去的車站紀念章也加上「沒有樓梯的車站」字樣。
2號線止衝擋後方有海鷗及錨的符號。海側線路過去可延伸至美國海軍橫須賀基地方向。

### 月台配置
| 月台 | 路線                  | 方向 | 目的地                           | 備註               |
| ---- | --------------------- | ---- | -------------------------------- | ------------------ |
| 2    | 橫須賀·總武線（快速） | 上行 | 鎌倉、大船、橫濱、東京、千葉方向 | 只限此站始發       |
| 3    | 橫須賀·總武線（快速） | 上行 | 鎌倉、大船、橫濱、東京、千葉方向 | 久里濱起訖電車使用 |
| 3    | 橫須賀線              | 下行 | 衣笠、久里濱方向                 |                    |

（來源：JR東日本:車站構內圖 （页面存档备份，存于））
- 沒有1號月台（只有軌道）。

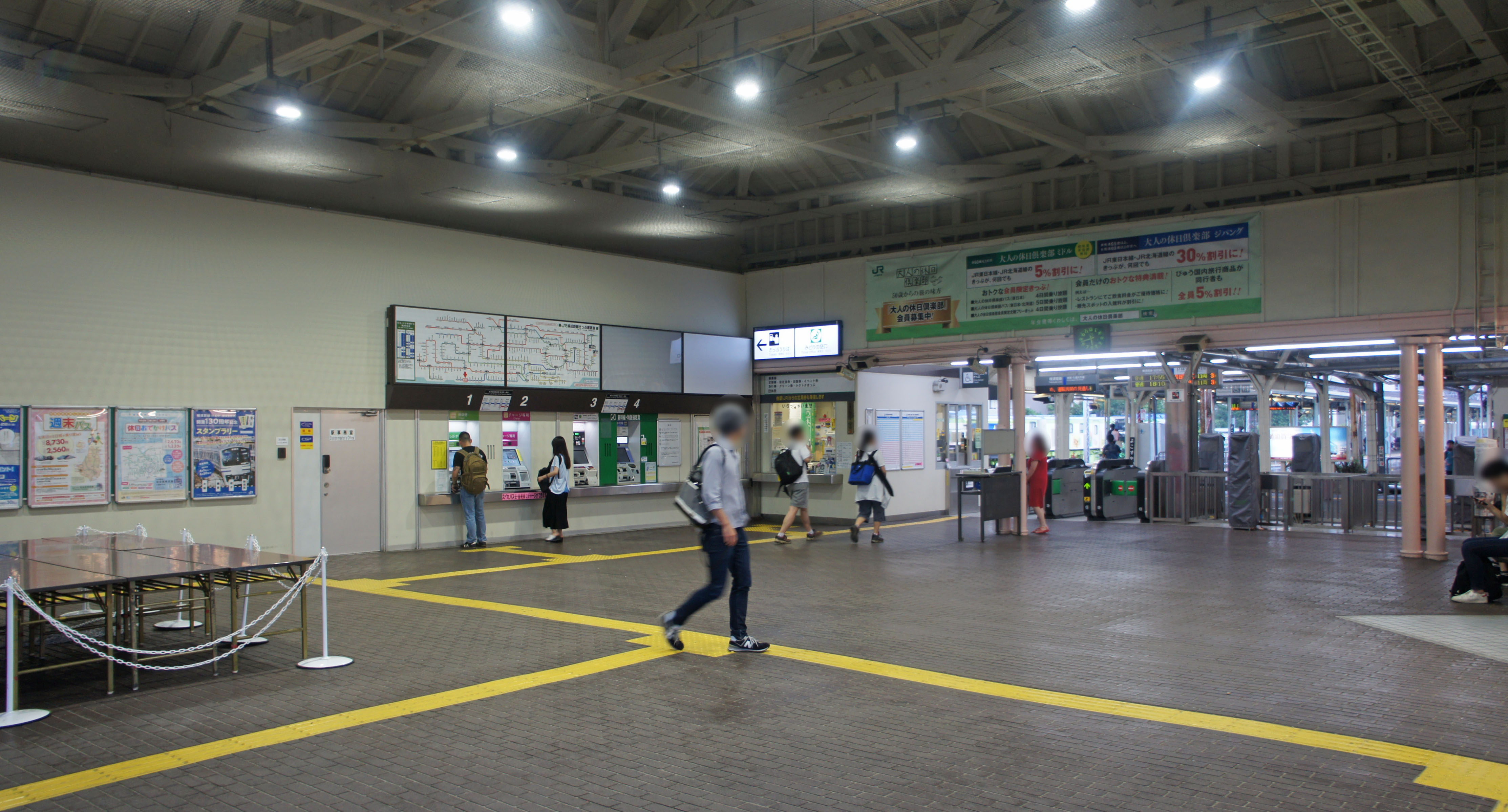
大堂（2019年6月）
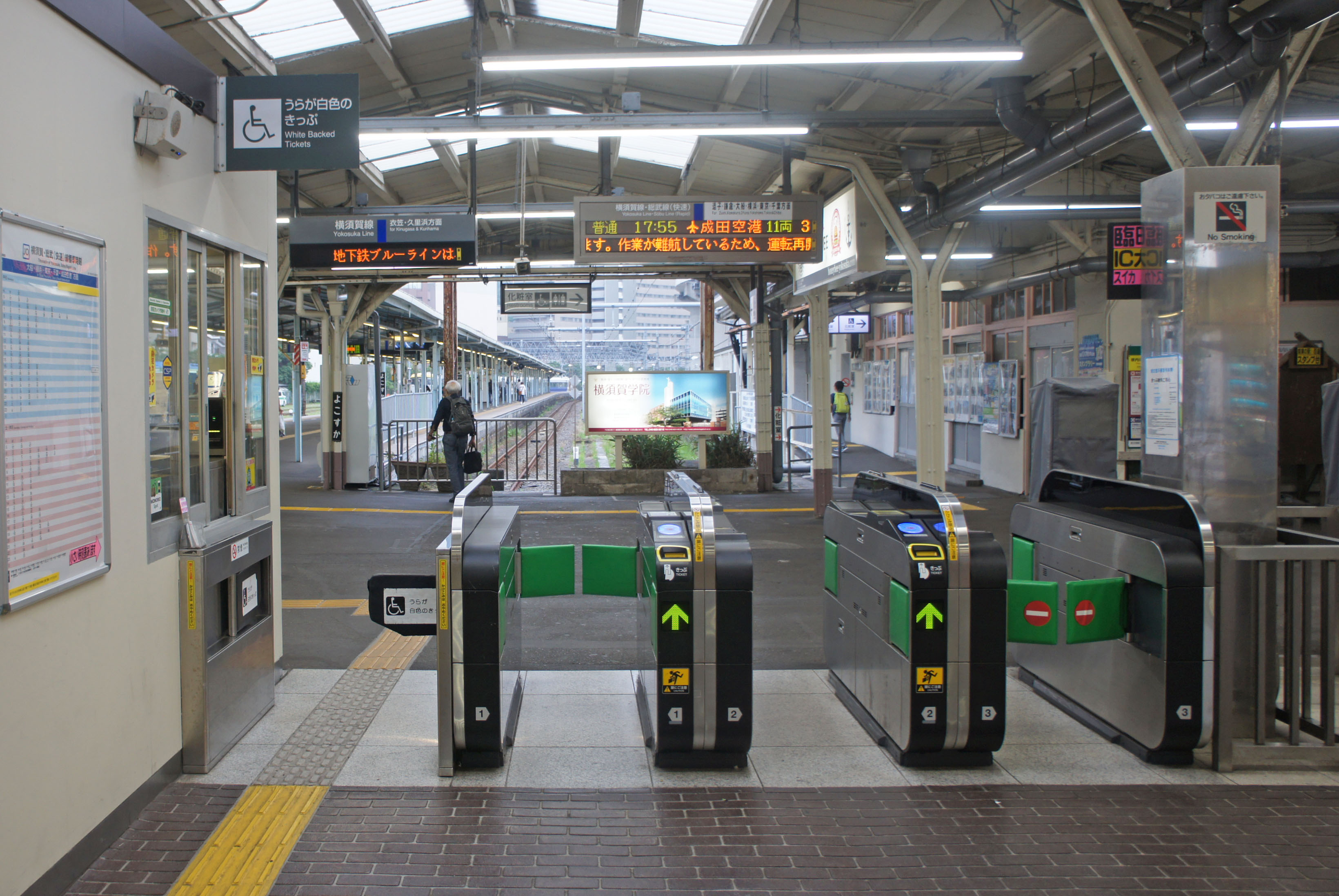
閘口（2019年6月）
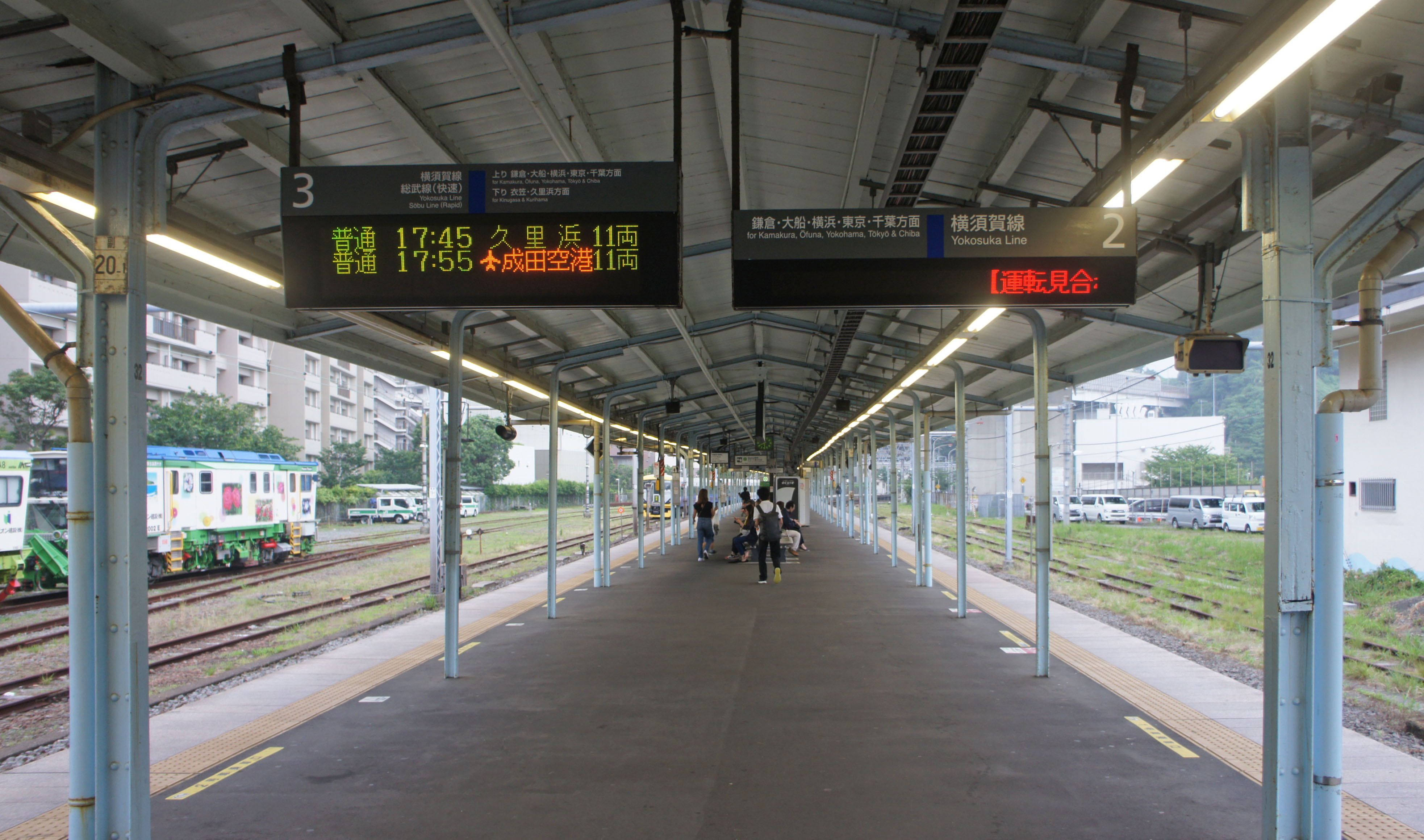
月台（2019年6月）
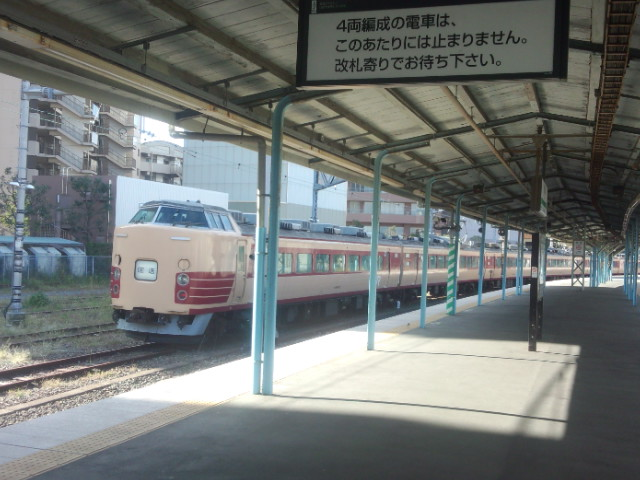
側線。停放臨時列車183系（日语：国鉄183系電車）（2012年11月）
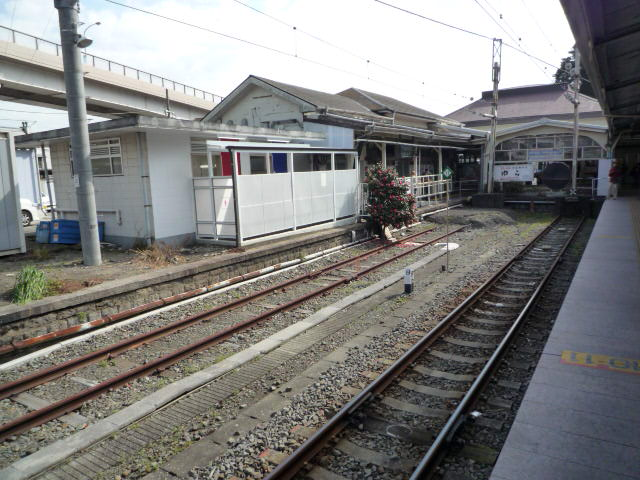
1號線僅存線路。
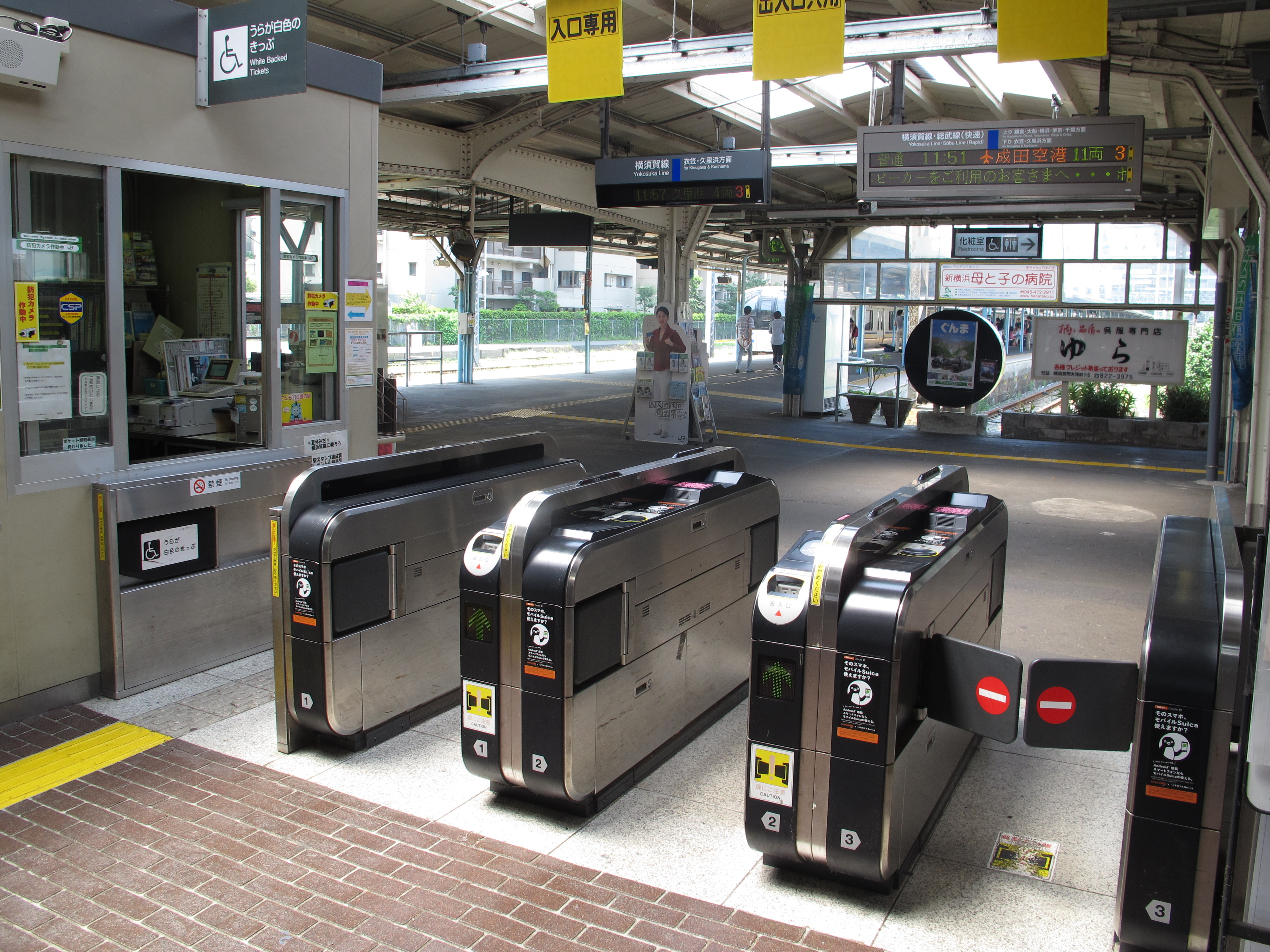
驗票口望向月台。之間沒有階梯。
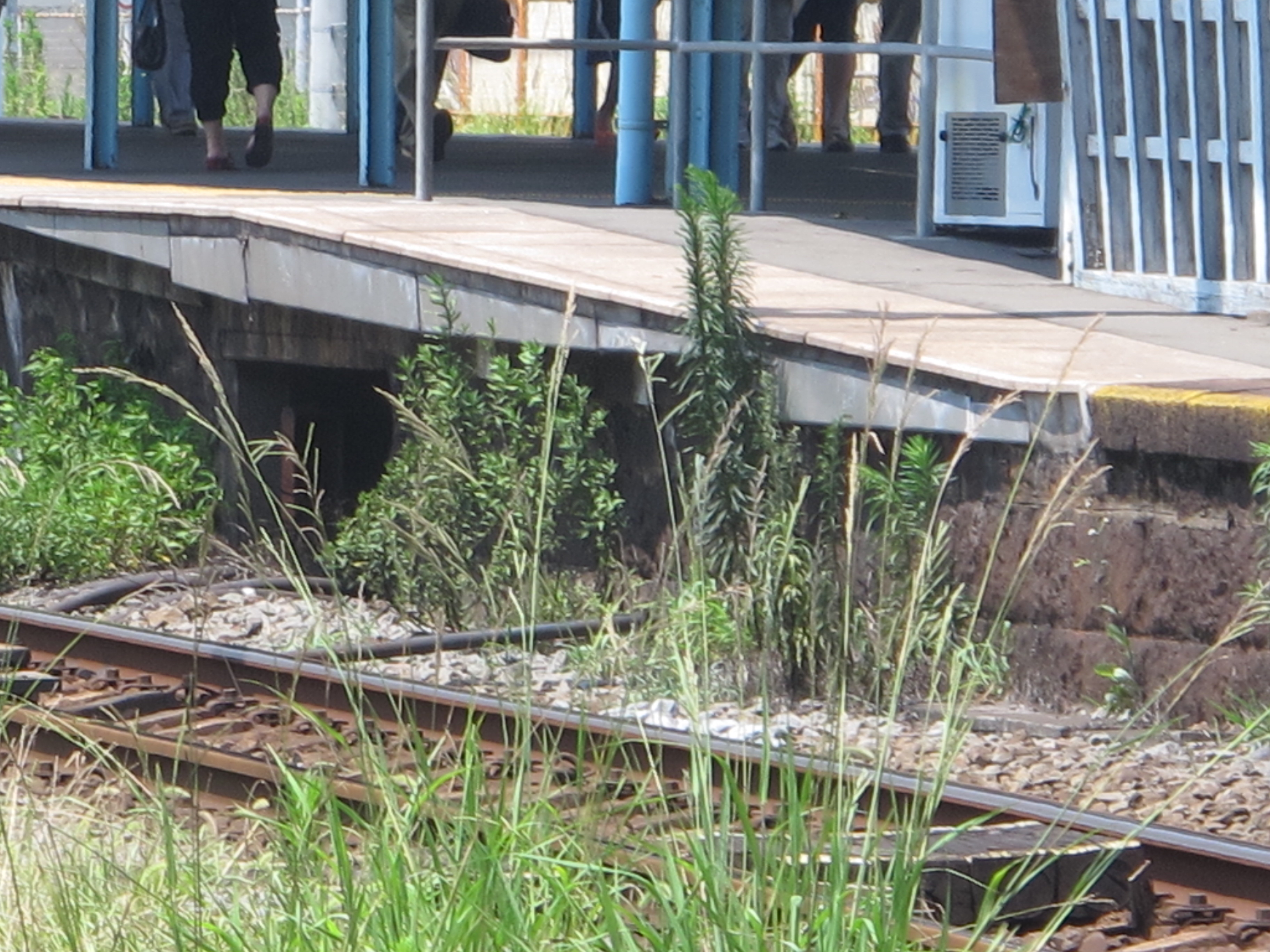
從車站附近的平交道拍攝。由於沒有階梯，月台到驗票口的通道設有斜坡。

## 使用情況
2019年（令和元年）度的1日平均上車人次為4,845人。
近年的推移如下表。
| 年度               | 1日平均 上車人次 | 來源     |
| ------------------ | ---------------- | -------- |
| 1995年（平成07年） | 7,266            | [ * 1 ]  |
| 1998年（平成10年） | 6,703            | [ * 2 ]  |
| 1999年（平成11年） | 6,512            | [ * 3 ]  |
| 2000年（平成12年） | 6,524            | [ * 3 ]  |
| 2001年（平成13年） | 6,506            | [ * 4 ]  |
| 2002年（平成14年） | 6,294            | [ * 5 ]  |
| 2003年（平成15年） | 6,274            | [ * 6 ]  |
| 2004年（平成16年） | 6,163            | [ * 7 ]  |
| 2005年（平成17年） | 6,159            | [ * 8 ]  |
| 2006年（平成18年） | 6,220            | [ * 9 ]  |
| 2007年（平成19年） | 6,145            | [ * 10 ] |
| 2008年（平成20年） | 6,092            | [ * 11 ] |
| 2009年（平成21年） | 6,037            | [ * 12 ] |
| 2010年（平成22年） | 5,852            | [ * 13 ] |
| 2011年（平成23年） | 5,710            | [ * 14 ] |
| 2012年（平成24年） | 5,761            | [ * 15 ] |
| 2013年（平成25年） | 5,573            | [ * 16 ] |
| 2014年（平成26年） | 5,518            | [ * 17 ] |
| 2015年（平成27年） | 5,583            | [ * 18 ] |
| 2016年（平成28年） | 5,421            | [ * 19 ] |
| 2017年（平成29年） | 5,289            |          |
| 2018年（平成30年） | 5,240            |          |
| 2019年（令和元年） | 4,845            |          |

## 車站周邊
面東京灣，從月台可眺望橫須賀港與美國海軍橫須賀基地。由於原先是為了軍港連絡而設置的車站，周邊平地稀少，車站用地是使用橫須賀海兵團土地。
由於不在橫須賀市市中心，使用人次遠遠少於市中心的京急本線橫須賀中央站及汐入站。周邊在近年貨物用地再開發下興建數棟公寓，但仍缺乏商店。車站北側沿岸是延伸至汐入站的維爾尼公園。
- 海上自衛隊橫須賀地方總監部（日语：横須賀地方隊）
- 美國海軍橫須賀基地
- Wellcity橫須賀
  - 橫須賀市保健所
  - 橫須賀市生涯學習中心（まなびかん）
  - 橫須賀市健康增進中心（すこやかん）
- 綠丘女子中學校、高等學校（日语：緑ヶ丘女子中学校・高等学校）
- 橫須賀藝術劇場（日语：横須賀芸術劇場）
- Coaska Bayside Stores（日语：ショッパーズプラザ横須賀）
  - 橫須賀HUMAX CINEMA（日语：ヒューマックスシネマ）
- 橫須賀美居酒店（日语：メルキュールホテル横須賀）
- 溝板通（日语：どぶ板通り）
- 維爾尼公園（日语：ヴェルニー公園）
- 國道16號
- 神奈川縣道25號橫須賀停車場線（日语：神奈川県道25号横須賀停車場線）
- 車站往南400公尺左右是京濱急行電鐵本線汐入站。

## 巴士路線

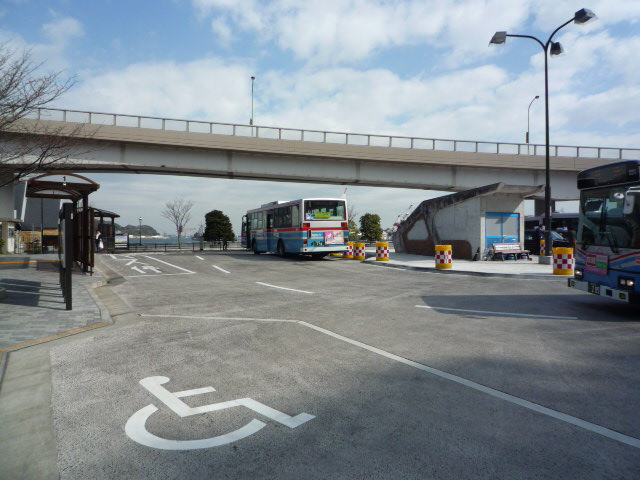
橫須賀站巴士總站

站前巴士總站與國道16號上的「橫須賀站」是最近的巴士站。全路線由京濱急行巴士運行。
巴士總站在2009年進行整修工程，廢除遊民聚集的連絡地下道。
國道上的乘車處記為「橫須賀站（國道）」。
橫須賀站
- 1號乘車處
  - 須1 - 往衣笠站（經衣笠十字路（日语：京浜急行バス衣笠営業所））、衣笠十字路 ※往衣笠十字路僅平日夜間1班
- 2號乘車處
  - 須3 - 往橫須賀市民醫院（日语：横須賀市立市民病院）（經金子）
  - 須4 - 往湘南佐島渚之丘（經金子）
  - 須5 - 往長井（經金子）
  - 須6 - 往三崎東岡（日语：京浜急行バス三崎営業所） ※僅早晨、白天
  - 須7 - 往三崎港（日语：三崎漁港）
  - 須8 - 往三崎口站
  - 須11 - 往YRP（日语：横須賀リサーチパークク）中心 ※平日早晨傍晚
  - 須53 - 往橫須賀市民醫院（經山科台） ※僅白天
  - 須55 - 往長井（經山科台） ※僅白天
- 3號乘車處
  - 須12 - 平成町循環（經市役所） ※僅早晨
  - 須13 - 平成町循環（經橫須賀中央站）

- - 須22 - 往防衛大學校（經米濱 ／ 經日之出町）※18時以前經米濱，18時以後經日之出町

- - 須24 - 往觀音崎（日语：観音崎）（經米濱 ／ 經日之出町） ※18時以前經米濱，18時以後經日之出町
  - 須26 - 往海鷗團地 ※僅平日
  - 須27 - 往堀內（日语：京浜急行バス堀内営業所） ※（經米濱 ／ 經日之出町） ※上午經米濱，夜間經日之出町
  - 須28 - 往觀音崎自然博物館 ※僅假日白天
  - 中央1 - 三笠（日语：三笠公園）循環 ※僅白天
- 4號乘車處
  - 須10 - 往衣笠站（經坂本坂上）
- 5號乘車處
  - 須18 - 往衣笠站（經綜合體育館）
  - 須20 - 西來寺循環（西來寺方向）、往不入斗橋 ※循環至13時，夜間1班往不入斗橋
  - 須21 - 西來寺循環（鶴丘方向）、往鶴久保小學校 ※循環14時以後，夜間1班往鶴久保小學校

橫須賀站（國道）
- 東方向
  - 八31、追35- 往安浦二丁目（經米濱） ※18時以前
  - 八31 - 往安浦二丁目（經日之出町）※19時以後
- 西方向
  - 八31 - 往內川橋
  - 追34 - 往追濱站 ※僅夜間

## 相鄰車站
東日本旅客鐵道（JR東日本）
 橫須賀線
田浦（JO 04）－橫須賀（JO 03）－衣笠（JO 02）
1945年終戰前，橫須賀～衣笠間曾開設海軍工廠通勤專用站相模金谷臨時乘降場。

### 使用情況
JR東日本2000年度以後的上車人次
1. ↑  各駅の乗車人員（2000年度） （页面存档备份，存于） - JR東日本
2. ↑  各駅の乗車人員（2001年度） （页面存档备份，存于） - JR東日本
3. ↑  各駅の乗車人員（2002年度） （页面存档备份，存于） - JR東日本
4. ↑  各駅の乗車人員（2003年度） （页面存档备份，存于） - JR東日本
5. ↑  各駅の乗車人員（2004年度） （页面存档备份，存于） - JR東日本
6. ↑  各駅の乗車人員（2005年度） （页面存档备份，存于） - JR東日本
7. ↑  各駅の乗車人員（2006年度） （页面存档备份，存于） - JR東日本
8. ↑  各駅の乗車人員（2007年度） （页面存档备份，存于） - JR東日本
9. ↑  各駅の乗車人員（2008年度） （页面存档备份，存于） - JR東日本
10. ↑  各駅の乗車人員（2009年度） （页面存档备份，存于） - JR東日本
11. ↑  各駅の乗車人員（2010年度） （页面存档备份，存于） - JR東日本
12. ↑  各駅の乗車人員（2011年度） （页面存档备份，存于） - JR東日本
13. ↑  各駅の乗車人員（2012年度） （页面存档备份，存于） - JR東日本
14. ↑  各駅の乗車人員（2013年度） （页面存档备份，存于） - JR東日本
15. ↑  各駅の乗車人員（2014年度） （页面存档备份，存于） - JR東日本
16. ↑  各駅の乗車人員（2015年度） （页面存档备份，存于） - JR東日本
17. ↑  各駅の乗車人員（2016年度） （页面存档备份，存于） - JR東日本
18. ↑  各駅の乗車人員（2017年度） （页面存档备份，存于） - JR東日本
19. ↑  各駅の乗車人員（2018年度） （页面存档备份，存于） - JR東日本
20. ↑  各駅の乗車人員（2019年度） （页面存档备份，存于） - JR東日本

神奈川縣縣勢要覽
1. ↑  線区別駅別乗車人員（1日平均）の推移PDF - 17ページ
2. ↑  神奈川県県勢要覧（平成12年度）- 220ページ
3. 1 2  神奈川県県勢要覧（平成13年度）PDF - 222ページ
4. ↑  神奈川県県勢要覧（平成14年度）PDF - 220ページ
5. ↑  神奈川県県勢要覧（平成15年度）PDF - 220ページ
6. ↑  神奈川県県勢要覧（平成16年度）PDF - 220ページ
7. ↑  神奈川県県勢要覧（平成17年度）PDF - 222ページ
8. ↑  神奈川県県勢要覧（平成18年度）PDF - 222ページ
9. ↑  神奈川県県勢要覧（平成19年度）PDF - 224ページ
10. ↑  神奈川県県勢要覧（平成20年度）PDF - 228ページ
11. ↑  神奈川県県勢要覧（平成21年度）PDF - 238ページ
12. ↑  神奈川県県勢要覧（平成22年度）PDF - 236ページ
13. ↑  神奈川県県勢要覧（平成23年度）PDF - 236ページ
14. ↑  神奈川県県勢要覧（平成24年度）PDF - 232ページ
15. ↑  神奈川県県勢要覧（平成25年度）PDF - 234ページ
16. ↑  神奈川県県勢要覧（平成26年度）PDF - 236ページ
17. ↑  神奈川県県勢要覧（平成27年度）PDF - 236ページ
18. ↑  神奈川県県勢要覧（平成28年度）PDF - 244ページ
19. ↑  神奈川県県勢要覧（平成29年度）PDF - 236ページ

## 外部連結
- 車站資訊（橫須賀）：東日本旅客鐵道

35°17′3″N 139°39′18″E / 35.28417°N 139.65500°E